# Papić
Papić je priimek v Sloveniji in tujini. Po podatkih Statističnega urada Republike Slovenije je na dan 1. januarja 2010 v Slovenjiji uporabljalo ta priimek 73 oseb. 

## Znani nosilci priimka
- Augustin Papić (1917-2002), bosanskohercegovski bančnik, politik in diplomat
- Krsto Papić (1933-2013), hrvaški filmski režiser, scenarist in producent črnogorskega rodu
- Josip Papić (1881-1927), srbsko-hrvaški igralec
- Pavle Papić (1919-2005), hrvaški matematik
- Radovan Papić (1910-1983), bosanskohercegovsko-srbski politik
- Žarana Papić (1949-2002), srbska sociologinja in antropologinja, feministka